# Кавче (Сьремський повіт)
Кавче (пол. Kawcze) — село в Польщі, у гміні Сьрем Сьремського повіту Великопольського воєводства.
У 1975-1998 роках село належало до Познанського воєводства.